# ルーマニア国立銀行
ルーマニア国立銀行（ルーマニアこくりつぎんこう、羅：Banca Naţională a României）はルーマニアの中央銀行。1880年4月に設立され、本店は首都ブカレストに置かれている。

## 歴史
1916年、中央同盟国の侵略が開始されるにあたり、ルーマニア国立銀行などに所蔵されていた貴重品の数々（いわゆるルーマニアの財宝 Tezaurul României ）をモスクワに疎開させたが、国立歴史博物館で展示されている貨幣コレクションや絵画、公文書といったピエトロワセーレの財宝 (Tezaurul de la Pietroasele) を除いては未だ返還されないままでいる。
1959年6月28日、ルーマニア共産党の武装組織のメンバー6人がルーマニア国立銀行の武装した輸送車から160万レイ（1959年のレートで25万USドル）を盗み取った。この事件は東側諸国では最悪の銀行強盗であったとされている。

## 建築

### 旧館

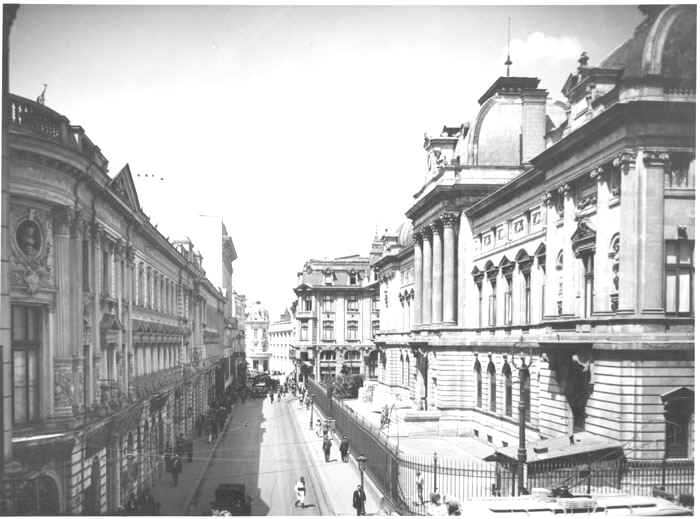
1920年代のルーマニア国立銀行本店（リプスカニ通り）

リプスカニ通りを臨むルーマニア国立銀行の本店はルーマニア国内でも最も人目を引く巨大な建築物で、現代では歴史的、美術的な価値を持ち、保護されている。もともとこの場所はシェルバン・カンタクジノによって建てられた離宮の跡地に建設されたものである。
1882年2月26日、カシエン・ベルナルドとアルベルト・ガレロンの2人の建築家がルーマニア国立銀行の建物の設計を請け負った。定礎が置かれた1884年7月12日から1890年6月まで、E.バイコヤヌの支援を受けた建築技師ニコラエ・チェルケズが指揮をとり、部分的に新古典主義の要素が含まれた19世紀末の折衷主義風の建物の建設が進められた。

### 新館
ドアムネイ通りに面したルーマニア国立銀行本店の新館は1937年に定礎が置かれ、第二次世界大戦中に建設が進められた。
建設作業は1942年から1944年にかけて、ラドゥ・ドゥデスクとN.クレツォユに支えられた建築家イオン・ダヴィデスクの指揮の下で進められた。
新館の建物は戦間期に流行った、合理主義の影響を受けた新古典主義を象徴するものとなっている。堂々とした花崗岩の階段、正面の巨大なコリント式の柱、建物内の白い大理石で内装されたホールが印象的な建物となっている。

## 任務
ルーマニア国立銀行の主な任務には以下のようなものがある。
1. 金融政策や為替相場政策の策定、実施
2. 金融機関に対する免許交付、規制、健全性についての監督、および金融システムの安定確保のための決済システムの円滑な運営の監視
3. ルーマニア領内における法定通貨の紙幣・硬貨の発行
4. 為替相場制度の設定および制度に対する遵守の監視
5. ルーマニアの公的準備の管理